# Centrophryne spinulosa
Cá đèn sừng (tên khoa học Centrophryne spinulosa) là một loài cá biển sâu được tìm thấy trên toàn thế giới. Đây là loài duy nhất trong họ Centrophrynidae.

## Phân bố
Cá đèn sừng được phát hiện tại Thái Bình Dương từ Baja California về phía nam tới quần đảo Marquesas và Vịnh California. Các mẫu cũng đã được chụp tại các địa điểm khác, bao gồm cả New Guinea, các vùng biển Trung Quốc, Venezuela, và eo biển Mozambique, cho thấy một phân bố rộng tại vùng biển vùng nhiệt đới và cận nhiệt đới. Mẫu vật đã bị bắt ở độ sâu từ 650 đến hơn 2000 m (2130–6560 ft), trong khi ấu trùng đã được phát hiện ở độ sâu 35 m (115 ft).